# شبکه تأمین آب
شبکهٔ تأمین آب (سامانهٔ تأمین آب – سیستم تأمین آب) سامانه‌ای است متشکل از برخی اجزای آب‌شناختی و هیدرولیکی که تأمین آب را میسر می‌سازد. یک شبکهٔ تأمین آب معمولاً شامل موارد زیر است:
- حوضهٔ آبریز[۱]
- محل جمع شدن آب خام (در سطح یا زیرزمین): جایی که آب خام جمع می‌شود؛ مثل دریاچه و رودخانه در سطح زمین و آبخوان (آکیفر) در زیرزمین. آب خام ممکن است با استفاده از مجاری روباز و بستهٔ روی سطح زمین، یا مجاری بستهٔ زیرزمین به تجهیزات تصفیهٔ آب منتقل شود.[۱]
- تجهیزات تصفیهٔ آب: آب خام پس از تصفیه توسط این تجهیزات، با استفاده از لوله‌های آب (معمولاً زیرزمینی) به تجهیزات ذخیرهٔ آب منتقل می‌شود.[۱]
- تجهیزات ذخیرهٔ آب: مانند آب‌انبارها، مخازن آب یا برج‌های آب در سامانه‌های بزرگ آبی. سامانه‌های کوچک‌تر آبی هم ممکن است آب را در مخازن کوچک یا مجاری تحت فشار ذخیره کنند. همچنین در ساختمان‌های بلند و برج‌های شهری ممکن است نیاز باشد آب به‌طور محلی در مجاری تحت فشار ذخیره شود، تا بتواند به طبقات فوقانی این ساختمان‌ها برسد.[۱]
- تجهیزات ایجاد فشار در آب: اگر در بخشی از زمین، امکان جریان ثقلی غیرممکن باشد، به تجهیزات ایجاد فشار در آب مثل ایستگاه‌های پمپاژ نیاز خواهد بود که در محل خروج آب از مخازن قرار گرفته و امکان جریان آب را ممکن سازند.[۱]
- شبکهٔ لوله‌ها جهت توزیع آب به مصرف‌کنندگان: مصرف‌کنندگان شامل خانگی، صنعتی، تجاری، مؤسسات و سایر موارد مثل شیرهای آتش‌نشانی هستند.[۱]
- اتصالات به مجاری فاضلاب: این اتصالات معمولاً از طریق لوله‌های زیرزمینی و آبراهه‌های بالای زمین در برخی کشورهای پیشرفته انجام می‌گیرد و مخازن فاضلاب عموماً در پایین‌دست محل استقرار مصرف‌کنندگان ساخته می‌شود. البته سامانهٔ فاضلاب بخشی از سامانهٔ تأمین آب نبوده و به صورت یک سامانهٔ جداگانه در نظر گرفته می‌شود.[۱]